# Found (série télévisée)
Found ou Found : Les Oubliés au Québec est une série télévisée américaine en 35 épisodes de 42 minutes créée par Nkechi Okoro Carroll et diffusée entre le 3 octobre 2023 et le 15 mai 2025 sur le réseau NBC et en simultané sur le réseau Citytv au Canada.
En France, elle est diffusée depuis le 24 novembre 2023 sur Warner TV, en Belgique depuis le 18 décembre 2023 sur RTL Club, en Suisse depuis le 25 décembre 2023 sur RTS Un, et au Québec depuis le 28 août 2024 sur Séries Plus.

## Synopsis
Chaque année, plus de 600 000 personnes sont portées disparues aux États-Unis. Parmi ces cas, plus de la moitié sont des personnes de couleur, trop facilement négligées par le système. Gabi Mosely, elle-même ancienne disparue, est aujourd'hui spécialisée dans les relations publiques et dirige une équipe de gestion de crise qui recherche ces personnes disparues. Mais à l'insu de tous, Gabi Mosely cache elle-même un sombre secret.

## Distribution

### Acteurs principaux
- Shanola Hampton (VF : Annie Milon) : Gabrielle « Gabi » Mosely
- Mark-Paul Gosselaar (VF : Emmanuel Curtil) : Hugh « Sir » Evans
- Kelli Williams (VF : Laura Préjean) : Margaret Reed
- Brett Dalton (VF : Mathias Kozlowski) : Mark Trent
- Gabrielle Walsh (en) (VF : Pascale Mompez) : Lacey Quinn
- Arlen Escarpeta (VF : Mike Fédée) : Zeke Wallace
- Karan Oberoi (VF : Jérémy Bardeau) : Dhan Rana

### Acteurs récurrents et invités
- Azaria Carter (VF : Justine Berger): Teen Gabi (10 épisodes)
- Anisa Nyell Johnson : (VF : Daria Levannier) : Détective Shaker (8 épisodes)
- Bill Kelly (VF : Mathieu Buscatto): Capitaine Mallory (4 épisodes)
- Zander Grable : Tony Edwards (3 épisodes)
- Rena Maliszewski : Paula Chapman (3 épisodes)
- Megan Hayes (VF : Sandrine Moaligou): Paula Chapman (1 épisode)
- Najah Bradley : Jinny Coe (2 épisodes)
- Sterling Jones (VF : Thibaut Lacour) : Patrick Edwards (2 épisodes)
- Dana Gourrier : Andrea Robinson (2 épisodes)
- Brandon Stanley : David Hall (2 épisodes)
- Monique Grant (VF : Virginie Emane) : Dr Yvette Jones (2 épisodes)
- Chloé Flowers : Camilla (2 épisodes)
- Autumn Monroe : Rena (2 épisodes)
- Jasmine Washington : Bella (2 épisodes)

 Source et légende : version française (VF) sur RS Doublage

## Production
Le projet a débuté en 2019 pour le réseau ABC.
En janvier 2022, NBC commande un pilote. Le casting débute en mars avec Shanola Hampton, Mark-Paul Gosselaar et Kelli Williams.
Le 20 juillet 2022, NBC commande la série avec l'ajout de Brett Dalton, Gabrielle Walsh, Arlen Escarpeta et Karan Oberoi à la distribution. Le tournage des douze épisodes suivant a lieu d'octobre 2022 à mars 2023 à Atlanta. NBC annonce le début de la série pour le 19 février 2023, mais décide en janvier de la déplacer pour l'automne 2023, alors qu'une menace de Grève de la Writers Guild of America de 2023 planait…
Le 29 novembre 2023, la série est renouvelée pour une deuxième saison.
Le 9 mai 2025, la série est annulée.

## Épisodes

### Première saison (2023-2024)
1. Disparition : La Fugueuse (Pilot)
2. Disparition : L'Escort (Missing While Sinning)
3. Disparition : Un veuf (Missing While Widowed)
4. Disparition : Un enfant de chœur (Missing While a Pawn)
5. Disparition : Une sans-papiers (Missing While Undocumented)
6. Disparition : Un drogué (Missing While Addicted)
7. Disparition : Une Amérindienne (Missing While Indigenous)
8. Disparition : Un sans-abri (Missing While Homeless)
9. Disparition : Une escroc escroquée (Missing While Scamming)
10. Disparition : Un jeune criminel (Missing While Indoctrinated)
11. Disparition : Un couple interracial (Missing While Interracial)
12. Disparition : Une excentrique (Missing While Eccentric)
13. Disparition : Une oubliée (Missing While Forgotten)

### Deuxième saison (2024-2025)
Elle est diffusée depuis le 3 octobre 2024.
1. Missing While Bait
2. Missing While Difficult
3. Missing While Lonely
4. Missing While Perfect
5. Missing While Presumed Dead
6. Missing While Gabi Mosely
7. Missing While Hated
8. Missing While Haunted
9. Missing While Targeted
10. Missing While Outed
11. Missing While Misunderstood
12. Missing While Misidentified
13. Missing While Grieving
14. Missing While Matched
15. Missing While Seeking Asylum
16. Missing While Witnessed
17. Missing While Manipulated
18. Missing While Heather
19. Missing While a Casualty
20. Missing While Independent
21. Missing While a Family
22. Missing While Dying